# Lucia Mazer
Lucia Mazer, född 12 maj 1978, är en argentinsk tangodansare som dansar med upprätt tango nuevo-stil. Bland hennes tidigare partner märks bland annat Ezequiel Farfaro, och från senare delen av 2006 återupptog hon ett tidigare samarbete med Chicho.